# زمین‌لرزه ۲۰ نوامبر ۲۰۰۲ پاکستان
زمین‌لرزه پاکستان  در تاریخ ۲۰ نوامبر ۲۰۰۲ میلادی، برابر با ‎۲۹ آبان ۱۳۸۱، ساعت ۲۱:۳۲:۳۰ به زمان یوتی‌سی در پاکستان رخ داد. ژرفای این زلزله ۱۳ کیلومتر بود، و بزرگی آن ۶٫۳ در مقیاس Mw اعلام شده‌است. زمین‌لرزه به وقت محلی در روز پنج‌شنبه، ساعت ۲ روی داده و منطقه زمانی آن یوتی‌سی +۵ بوده‌است .
سازمان زمین‌شناسی آمریکا نیز رومرکز این زمین‌لرزه را در مختصات ۳۵°۲۴′۵۰″شمالی ۷۴°۳۰′۵۴″شرقی / ۳۵٫۴۱۴°شمالی ۷۴٫۵۱۵°شرقی و ژرفای آن را در ۳۳ کیلومتر گزارش کرده‌است. بزرگی برگزیدهٔ این سازمان از میان بزرگی‌های محاسبه‌شدهٔ مختلف ۶٫۳ در مقیاس Mw بوده و از دید اثر، در میان چهار دسته‌بندی «نامحسوس»، «محسوس»، «زیان‌آور» یا «با تلفات»، زلزله را «با تلفات» اعلام کرده‌است.۱۰۰ ساختمان در زمین‌لرزه خراب شده و دستکم ۱۲۵۶ ساختمان آسیب دیده‌است.رانش زمین در آن به وجود آمده‌است.
پروژهٔ «تنسور گشتاور مرکزوار» زاویه‌های (راستا، شیب، ریک) گسل سازندهٔ زمین‌لرزه و صفحه عمود بر آن را (°۲۰۴، °۳۰، °۱۱۷-) یا (°۵۵، °۶۴، °۷۵-) و نوع گسل را «عادی» فرارسانده‌است.
شمار کشتگان زلزله حدود ۱۹ نفر بوده‌است.تعداد زخمیان ۴۰ نفر برآورده شده‌است.